# TIGHT-BREAK
「TIGHT-BREAK」（タイ・ブレーク）はSPYKEの5枚目のシングル。

## 内容
キングレコード移籍第一弾シングルはテレビ東京系「HARELUYA II BØY」オープニング・テーマ。カップリングは同曲のエンディング・テーマ。これまでのシングルの中で唯一オリコンウィークリーチャート100位以内にランクインされた。
タイトルの読みは「タイトブレーク」ではなく「タイブレーク」であり、テニスの延長ゲームの用語である「TIE-BREAK」と掛けている。
PVも存在する。

## 収録曲
全曲　作詞：柴田浩之・倉増啓　作曲：森川浩憲
1. TIGHT-BREAK
編曲：矢吹俊郎
2. WORDS OF FREE
編曲：大平勉
3. TIGHT-BREAK (inst.)
4. WORDS OF FREE (inst.)